# فيليب الثاني أغسطس

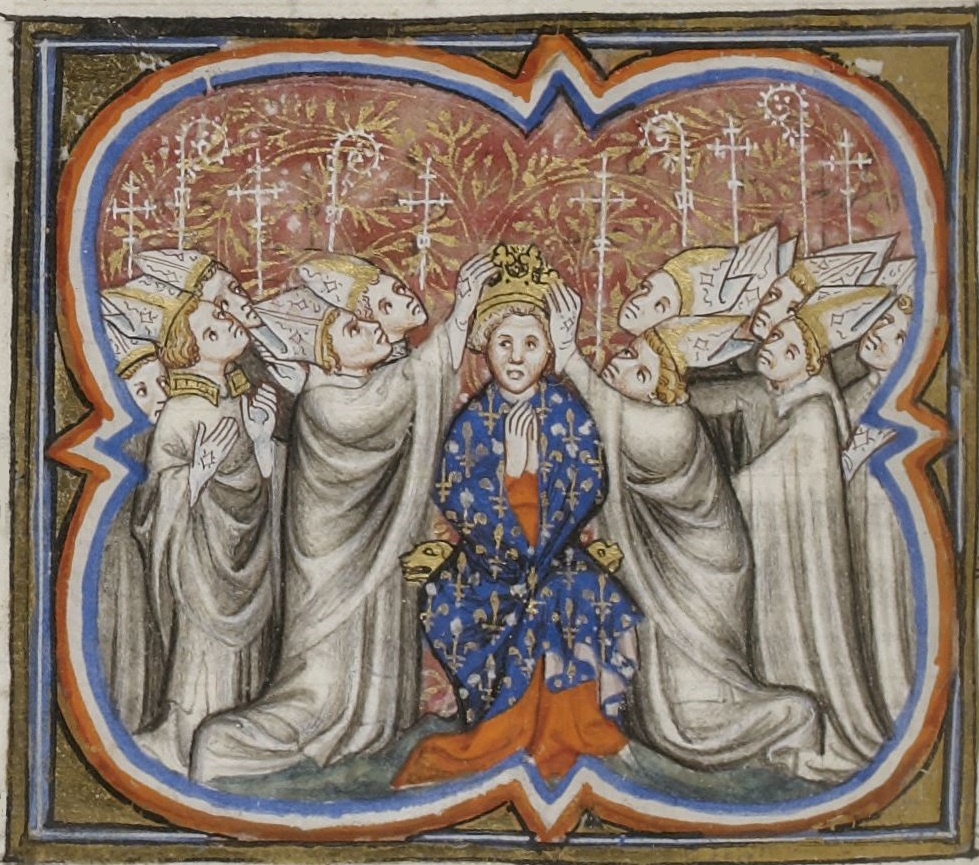
تتويج فيليبوس أغسطس

فِيلُبُّس الثاني أغسطس (بالفرنسية: Philippe II Auguste) (ح. 21 أغسطس 1165 - 14 يوليو 1223) كانت فترة حكمه لفرنسا من 1180 إلى 1223 أي حكم لمدة 43 عاماً خلفا لأبيه لويس السابع.
ولد الملك فيلبُّس أغسطس في باريس[بحاجة لمصدر] عام 1165 لعائلة كابيه الملكية، وكان والده هو الملك لويس السابع ملك فرنسا بن لويس السادس بن فيلبس الأول بن هنري الأول بن روبرت الثاني بن أوغو كابيه. كان من ضمن أخوات فيلبس الملكة مارغوريت Marguerite ملكة المجر والأميرة أليس Alys كونتيسة فيكسن Vexin وكانتا أختان غير شقيقتان له، ولكن كان من المعروف أنه شقيق الإمبراطورة أجنيس Agnes إمبراطورة الدولة البيزنطية.
لاعتلال صحة الملك لويس السابع اضطر إلى تتويج ابنه فيلبس على عرش فرنسا عام 1179 وهو ما زال في الرابعة عشر من عمره، وزوجه من إيزابلا كونتيسة هينو Isabella of Hainaut في 28 أبريل 1180 وأعطاها كونتية آرتوا County of Artois كمهر لها. توفي الملك لويس السابع والد فيلبس وشريكه في الحكم في 18 سبتمبر 1180، وبذلك أصبح فيلبس الثاني ملكاً رسمياً لفرنسا.
نصب فيلبس الثاني أغسطس ولده لويس الثامن Louis VIII وليًّا للعهد والمولود في 5 سبتمبر 1187 والذي أخذ لقب لويس كونت آرتوا Louis of Artois بعد موت والدته إيزابيل كونتيسة آرتوا عام 1190. شارك الملك فيلبس أغسطس ملك فرنسا في الحملات الصليبية الموجهة لبيت المقدس والشام كأحد قوادها وكشريك أساسي للملك ريتشارد قلب الأسد ملك إنجلترا وفردريك بربروسا ملك ألمانيا وإمبراطور الرومانية المقدسة. توفي فيلبس الثاني أغسطس في 14 يوليو 1223 بمدينة مانت، وتولى الحكم من بعده ابنه الملك لويس الثامن وهو جد الملك لويس التاسع.